# Sideritis nervosa
Sideritis nervosa là một loài thực vật có hoa trong họ Hoa môi. Loài này được (Christ) Linding. miêu tả khoa học đầu tiên năm 1926.